# Stadtkreisgericht Panevėžys
Das  Stadtkreisgericht Panevėžys (lit. Panevėžio miesto apylinkės teismas) ist ein Kreisgericht mit 22 Richtern in Litauen in der fünftgrößten Stadt der Republik. Das zuständige Territorium ist die Stadt und der Rajon Panevėžys. Das Gericht der zweiten Instanz ist das Bezirksgericht Panevėžys. Am Gericht gibt es eine Hypothekabteilung.
Adresse: Laisvės a. 17, 35200

## Richter
- Gerichtspräsidentin: Rita Dambrauskaitė
- Stellvertreter: Vytautas Krikščiūnas
- Hypotekrichterin: Ineta Baliukaitytė
- Stellvertretende Hypotekrichterin: Aistė Ramanauskienė[2]